# Neume
Een neume (Grieks νεῦμα (neuma), wenk of gebaar) is het basiselement van Westerse en Oosterse muzieknotatie, zoals deze bestond vóórdat de notatie met notenbalk ontstond. Een neume is een teken ter aanduiding van de melodiegang bij een gezongen lettergreep; kenmerkend voor neumen is dat ze geen exacte aanduiding van intervallen of toonhoogte aangeven.
De oudste neumen waren tekens die contouren aangaven, maar geen exacte tonen of een exact ritme van datgene wat gezongen moest worden. In een later ontwikkelingsstadium ontstonden neumen die de relatieve intervallen tussen de neumen aangaven en werd een vierlijnige notenbalk geïntroduceerd die specifieke intervallen aanduidde. Soms werden aanvullende symbolen naast neumen geschreven om veranderingen in articulatie, duur of tempo aan te duiden. Neumennotatie werd later in de middeleeuwen gebruikt om bepaalde ritmepatronen te markeren (ritmische modi) en uiteindelijk evolueerden ze tot de moderne muzieknotatie. Neumennotatie is nog steeds gebruikelijk in moderne edities van monofone kerkzang in de rooms-katholieke traditie.

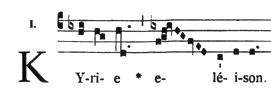
Een voorbeeld van het Kýrie Eléison (Orbis Factor) van de Liber Usualis in kwadraatnotatie.

## Vroege geschiedenis
Hoewel kerkzang, ook wel chant genoemd, waarschijnlijk vanaf de vroegste tijd in de christelijke kerk is gepraktiseerd, zijn deze gezangen eeuwenlang alleen mondeling overgedragen.
De oudste notatiesystemen die gebruikmaken van neumen, zijn van Arameïsche oorsprong en werden toegepast voor quasi-emmelische recitering van de Heilige Schrift. In deze hoedanigheid vertonen ze gelijkenis met een soortgelijk notatiesysteem dat voor het reciteren van de Koran gebruikt wordt. Dit oude systeem wordt "ekfonetische notatie" genoemd, van het Griekse "ekphonesis" – het quasi-melodisch reciteren van teksten.
Rond de 9e eeuw werden neumen gaandeweg stenografische mnemonische hulptekens voor het melodisch reciteren van kerkzang. De heersende opvatting is dat neumennotatie is ontwikkeld in het Oost-Romeinse keizerrijk (zie Byzantium en Byzantijnse muziek). Deze theorie lijkt te worden ondersteund door de goed gedocumenteerde bloei van muziekcomposities en culturele activiteiten in de grotere steden van het toenmalige Byzantijnse Rijk (nu gesitueerd in Zuid-Turkije, Syrië, Libanon en Israël).
De voorhanden zijnde verzameling Byzantijnse muziek in zowel manuscripten als in gedrukte vorm is veel groter dan dat van gregoriaanse zang, wat gedeeltelijk kan worden verklaard door de omstandigheid dat in het Westen neumen in onbruik raakten na de opkomst van moderne notenbalknotatie en door nieuwe technieken, verbonden met polyfonische zang, terwijl de traditie van oosters-orthodoxe kerkzang lange tijd ongewijzigd bleef. In het christelijke oosten werd zo de neumennotatie gehandhaafd, zij het dat deze in de loop der eeuwen verscheidene wijzigingen heeft ondergaan.

## Neumen in de gregoriaanse traditie

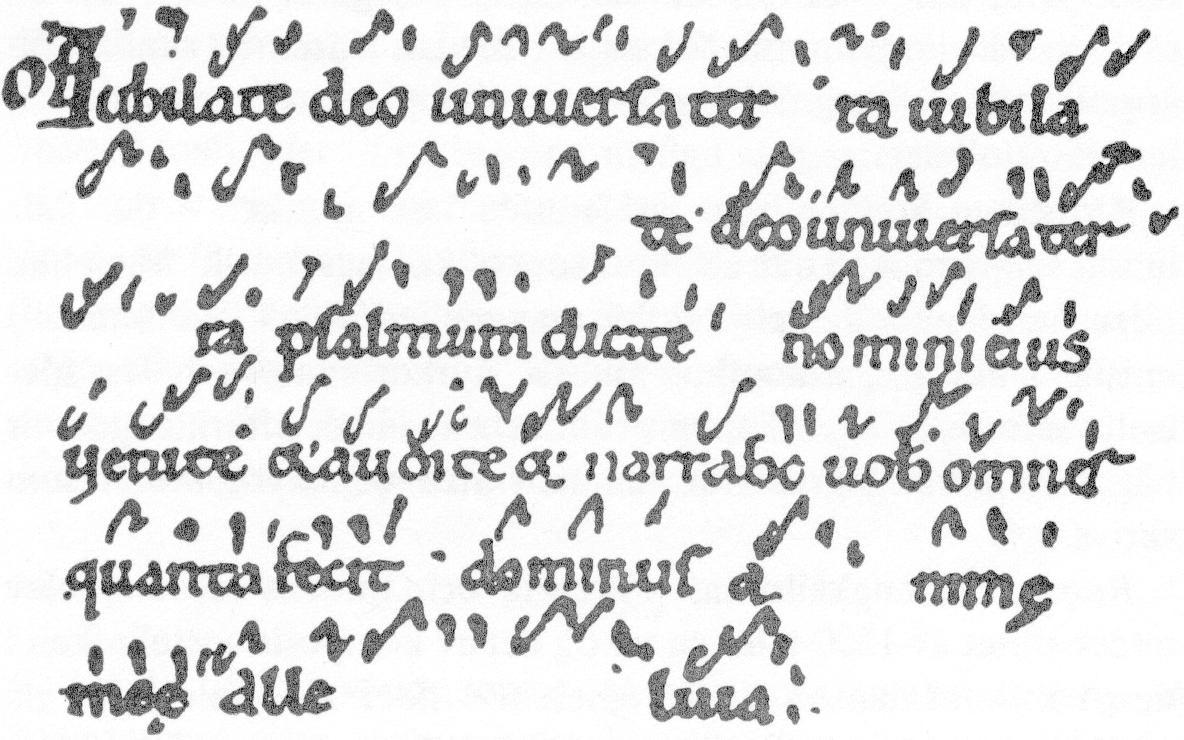
"Iubilate deo universa terra" Hier zijn psalmverzen te zien, genoteerd in chironomische neumen

De neumtekens zijn ontstaan in de 9e eeuw en waren bedoeld als geheugensteun voor de koorleider bij het instuderen en dirigeren van de gregoriaanse gezangen. Sommige onderzoekers nemen aan dat de oorspronkelijke neumen imitaties waren van de handbewegingen van de cantor/dirigent (chironomie). Ook is wel gesteld dat de neumen hun basis vinden in de prosodische accenttekens (acutus, gravis, circumflexis), in tekens voor de punctuatie in teksten (onder meer comma en colon), of in de zogeheten ekfonetische notatie ter aanduiding van de intonatie van liturgische teksten.
Als op één toon gezette gezangen, syllabisch gezang, en op meer tonen gezet gezang , melismatisch gezang, samen komen in één gezang dan spreekt men van neumatische stijl.

### Verschillen in notatie

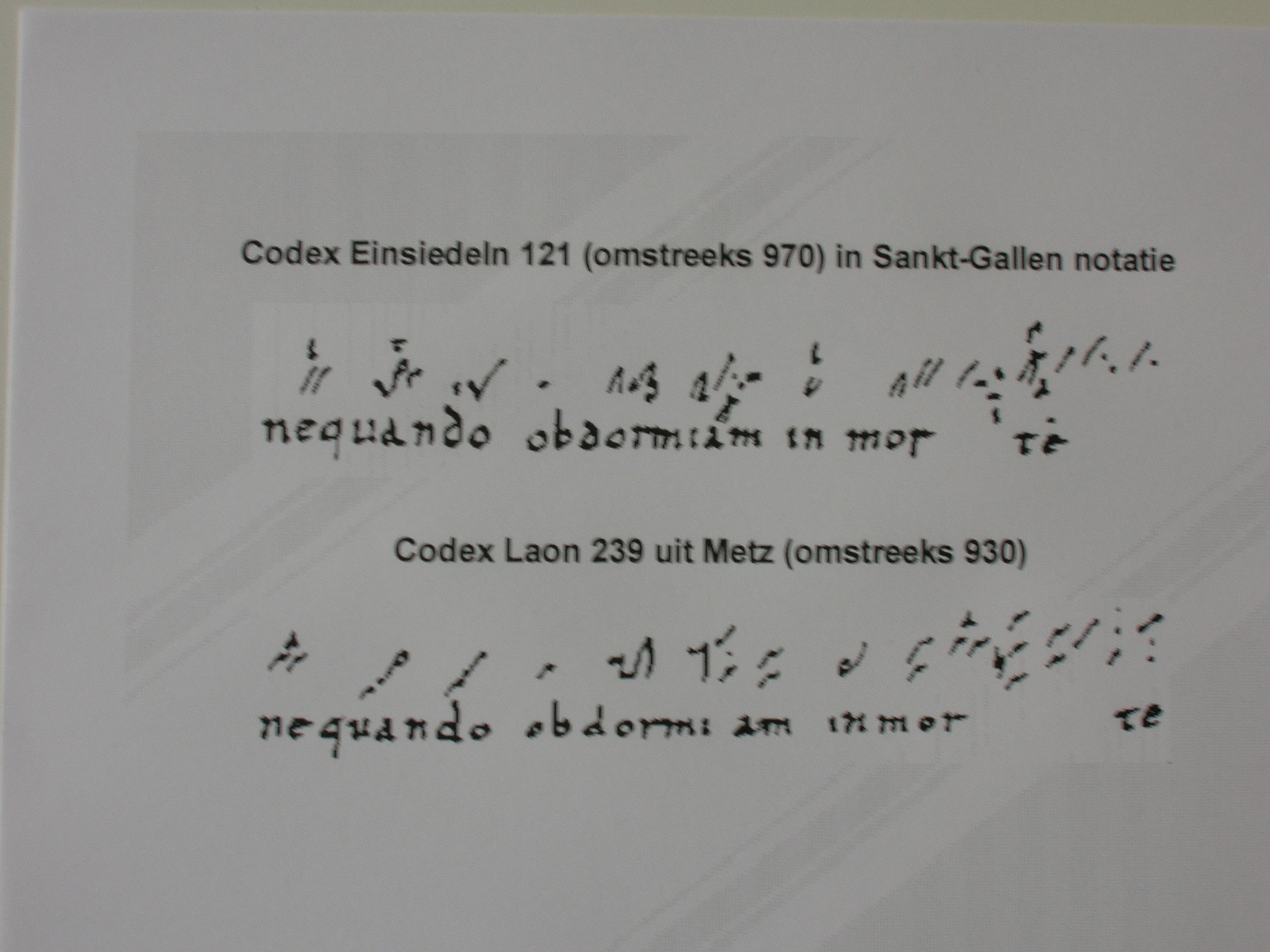
Notaties van dezelfde zang van St Gallen en van Metz

Reeds spoedig na hun ontstaan ontwikkelden zich per land of streek eigen notaties met onderling meer of minder grote verschillen in de vorm van de tekens. Als zodanig kunnen onder meer de paleofrankische neumen in Noord-Oost Frankrijk, de neumen van Sankt Gallen in Zwitserland, de neumen van Metz, eveneens in Noord-Oost Frankrijk, en de Aquitaanse neumen in het zuiden van Frankrijk genoemd worden. Er is wel geopperd dat de paleofrankische tekens de oudste zijn. Het oudste handschrift met notaties van de Introitus Puer natus bevindt zich in de stiftsbibliotheek van Sint Gallen en stamt uit het eerste kwart van de tiende eeuw.
Omdat de vroege neumen geschreven werden zonder notenbalk – men noemt dat in campo aperto, dat wil zeggen in het open veld – kennen deze neumen geen absolute aanduiding van toonhoogte of interval; men spreekt in dit geval van een adiastematische notatie. Wel geven deze neumen globale aanwijzingen over het omhoog of omlaag gaan van de melodie, terwijl sommige van deze neumen - in het bijzonder die van Sankt Gallen en Metz - ook informatie verschaffen over de lengte van de individuele tonen binnen een neum. Variaties in de schrijfwijze van een bepaalde neum (binnen hetzelfde handschrift) duiden dan op verschillen in duur van de toon.
Voorafgaand aan de uitvinding van de (eerst eenlijnige en later meerlijnige) notenbalk – traditioneel toegeschreven aan Guido van Arezzo (11e eeuw) – ontwikkelden zich neumen, waarvan de ‘onderdelen’ in een dusdanige afstand tot de zangtekst geschreven werden dat de toonhoogte duidelijk was aangegeven; deze neumen worden diastematische neumen genoemd.
Na het ontstaan van de notenbalk ontwikkelde de neumnotatie zich in twee richtingen: de ook nu nog in bijvoorbeeld het Graduale Romanum toegepaste kwadraatnotatie en het zogeheten hoefnagelschrift. Het hoefnagelschrift of de hoefnagelnotatie wordt gekenmerkt door scherpe pennenstreken die op de nagels lijken die men gebruikte om paardenhoeven in te slaan. Het hoefnagelschrift wordt vooral geassocieerd met de Duitse landen, waar men het schrift tot in de zestiende eeuw bleef gebruiken terwijl in omliggende landen de kwadraatnotatie populairder werd.

### Uiteenlopende interpretaties

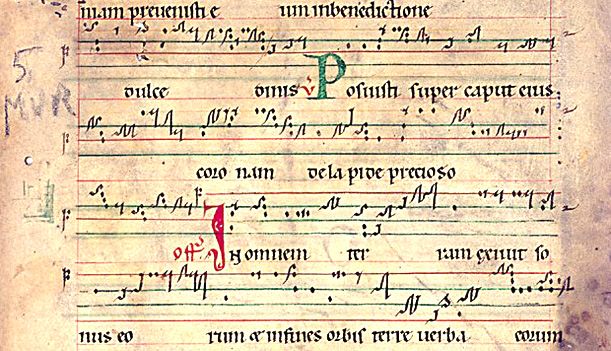
Cistercienser neumen, St. Denis/St. Evrault, Noord-Frankrijk, 12e eeuw. (Quon)iam prevenisti eum in benedictione (Psalm 20:4-14) en Offertorium. In omnem terram exivit sonus. Aan het begin van elke regel de hoofdletter F met variaties.

Het waren vooral de monniken van het klooster van Solesmes, die onderzoek hebben gedaan naar de verschillende neumnotaties en hun muzikale betekenis. Het gregoriaans was immers in de 19e eeuw weer door Rome ontdekt, maar het was inmiddels niet meer bekend hoe de oude bronnen geïnterpreteerd moesten worden.
Aanvankelijk lag het onderzoek in Solesmes in handen van Dom Paul Jausions, Dom Joseph Pothier en Dom André Mocquereau. Vooral de laatstgenoemde heeft zich intensief beziggehouden met het aanleggen van facsimile's van de oudste handschriften, die ten slotte (vanaf 1889) gepubliceerd werden in de verschillende delen van de Paléographie Musicale.
Pothier en Mocquereau worden beiden equalisten genoemd. Dat wil zeggen dat zij van de theorie uitgingen dat het gregoriaans slechts één basale tijdwaarde kent. Toch meende Pothier dat de individuele tonen bepaalde duurnances laten uitkomen die afhankelijk zijn van de gezongen tekst. Vooral de accentlettergrepen zouden in dat opzicht bepalend zijn voor het ritme van het gregoriaans. Mocquereau, daarentegen, was een echte equalist, al meende hij op grond van de schrijfwijze van de neumen in de handschriften dat enkele tonen iets verbreed moesten worden of soms zelfs 2x zo lang moesten worden uitgevoerd. In de door Mocquereau ontworpen ritmetheorie (te vinden in het eerste deel van zijn Nombre Musical) wordt geen verband met de tekst gelegd. Integendeel, het ritme van het gregoriaans zou zich slechts muzikaal openbaren in groepen van twee of drie tonen. Deze groepen bepalen steeds weer een nieuwe impuls, de zgn. ictus. Van een historisch-verantwoorde fundering van deze theorie is geen sprake.
Vanaf plm. 1950 werd een in wetenschappelijk opzicht veel sterkere basis gelegd door Dom Eugène Cardine, eveneens monnik van Solesmes. Richtte Moquereau zich nog op de schrijfwijze van een relatief gering aantal neumen om verlengingen aan te duiden, voor Cardine was het de ritmische betekenis van alle neumen die voorop stond. In de door hem ontwikkelde semiologie (letterlijk "leer der tekens") werd dan ook, veel sterker dan bij Mocquereau, aandacht besteed aan de hierboven genoemde variaties in de schrijfwijze van de neumen per handschrift, omdat juist deze variaties - naast de aan de neumen toegevoegde ritmische letters (de zogeheten Notker letters of litterae significativae) en het episema (zie hieronder) - met duurverschillen tussen tonen in verband werden gebracht.
Hoewel de opvattingen van Cardine en zijn navolgers (waaronder Luigi Augustoni en Johannes Berchmans Göschl) in ritmisch opzicht verder gaan dan die van Pothier en Mocquereau, is het ook mogelijk de onderlinge overeenkomst van deze onderzoekers te benadrukken. Ook Cardine en zijn navolgers kunnen namelijk tot op zekere hoogte als equalisten beschouwd worden. De door hen gesignaleerde verlengingen in duurwaarden betreffen namelijk slechts geringe nuances, die tekstafhankelijk zouden zijn. In dat opzicht bouwt de semiologie dus voort op de opvattingen van Pothier.
Een andere stroming in de musicologie, onder meer vertegenwoordigd door Peter Wagner, Dom Gregory Murray, Antoine Dechevrens, Dom Jules Jeannin en Jan Vollaerts, gaat daarentegen uit van vaste toonduurwaarden, doorgaans in een verhouding van 1 : 2. Deze stroming, die bekendstaat als het mensuralisme, kent daarom ook in de vorm van mensurale notatie meer dan één basale tijdwaarde. Hoewel sommige musicologen, zoals Gustave Reese (in zijn Music in the Middle Ages, p. 146), opgemerkt hebben dat mensuralisten in ritmisch opzicht het historisch gelijk aan hun zijde hebben, verschillen hun opvattingen onderling. Mensuralistische transcripties van gregoriaanse gezangen lopen dan ook soms sterk uiteen. Zo vinden we bij bijvoorbeeld Dechevrens een gelijkblijvende maatsoort, terwijl in de transcripties van Jeannin kortere en langere tijdseenheden worden onderscheiden, verdeeld over maten van twee tot acht tellen.
Tegen de tijd dat in de betekenis van de neumen wat meer duidelijkheid kwam, raakte het gregoriaans in veel streken in onbruik (na Vaticanum II, zie ook: tweede beeldenstorm). In beperkte kring wordt echter ofwel het traditionele gregoriaans zoals in de kerk gezongen vóór Vaticanum II (volgens de opvattingen van Mocquereau) ofwel het semiologische gregoriaans beoefend. De belangstelling voor het gregoriaans lijkt echter weer toe te nemen. Enkele uitzonderingen daargelaten, is van een mensuralistische uitvoeringspraktijk nauwelijks sprake.

### Voorbeelden van neumen

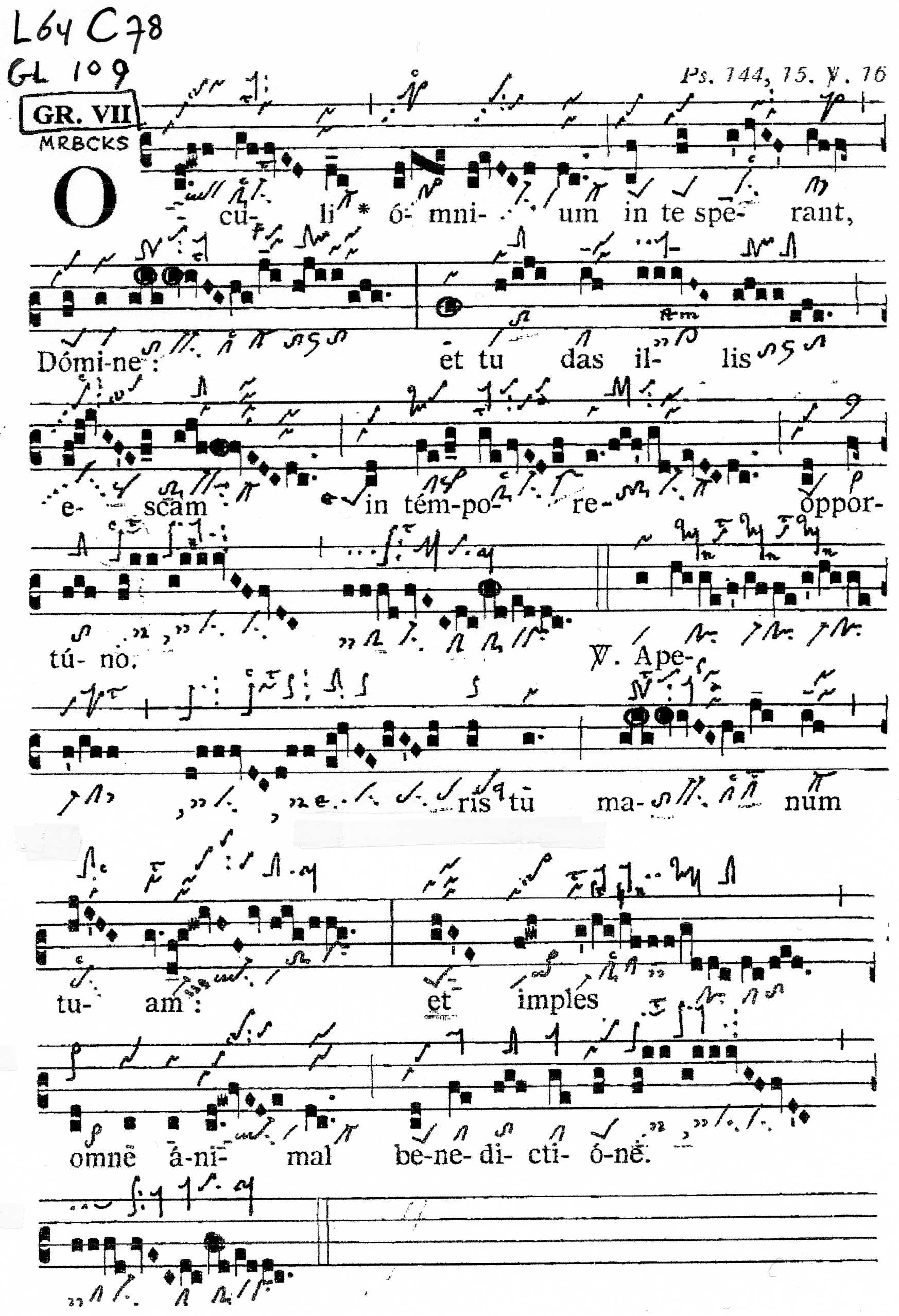
Drie notaties van het Graduale Oculi omnium: de notatie van Codex Laon-239 (omstreeks 930), de moderne kwadraatnotatie in het Graduale Romanum, en de notatie van het Cantatorium van Sint Gallen, SG-359 (begin 10e eeuw)

Een aantal gebruikte neumtekens zijn:
- enkele tonen (op een lettergreep)
  - virga, tractulus, uncinus
  - punctum
- twee tonen
  - pes (stijgend)
  - clivis (dalend)
- drie of meer tonen
  - climacus (dalend)
  - scandicus (stijgend)
  - porrectus (dalend-stijgend)
  - torculus (stijgend-dalend)

- versieringen, zoals:
  - quilisma (mogelijk een soort triller, vibrato of stijgend-glijdende toon; onder meer de derde noot op de lettergreep o van het woord oculi)
  - oriscus (waarschijnlijk eveneens een soort triller; onder meer de vierde toon op de lettergreep lis van het woord illis)
  - liquiscenten (een vocaal fenomeen ten gevolge van een complexe opeenvolging van twee lettergrepen)
  - repercussio (een aantal tonen op dezelfde lettergreep van dezelfde toonhoogte)

Er is ook een verlengingsteken (episema) – een liggend streepje – dat toegevoegd kan worden aan tekens. Er is vaak meer dan één combinatie mogelijk. Bijvoorbeeld bij een clivis kan alleen de slottoon een episema krijgen en dus verlengd zijn of ook de hele neume.
Behalve de eigenlijke neumen worden er ook (ritmische en melodische) lettertekens gebruikt, bijvoorbeeld c voor celeriter (snel), t voor tenete (vasthouden), a voor auge (verlengen), s voor sursum (verhogen), en e voor equaliter (zelfde toonhoogte).

## Andere typen neumen

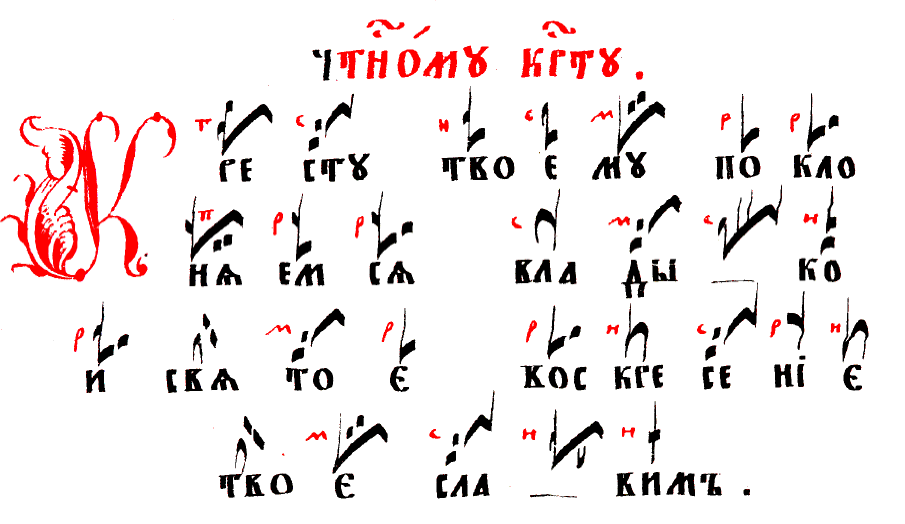
Een voorbeeld van Slavische, zg. Znamennyj-neumennotatie

- Ekphonetische neumen; deze neumen zijn aantekeningen voor het melodisch reciteren van de Heilige Schrift
- Neumen in Byzantijnse muziek; in verschillende stadia, Oud-Byzantijns, Midden-Byzantijns, laat-Byzantijns, post-Byzantijns en neo-Byzantijns (hervormd)
- Neumen in de Oud-Russische kerkzang (zg. krjoeki); deze notatie wordt znamennyj-notatie genoemd
- Mozarabische of Spaanse neumen (Spanje), ook wel Visigotisch script genoemd. Deze neumen zijn nog niet ontcijferd, maar de Mozarabische liturgie verschilt enigszins van de Latijnse
- Daseïsche of Dasia-notatie, een vroege vorm van Westerse muzieknotatie, gebruikt in de 9e en 10e eeuw
- De Boeddhistische chant gebruikt eveneens een soort neumen